# Hoplia brunnescens
Hoplia brunnescens är en skalbaggsart som beskrevs av Edmund Reitter 1903. Hoplia brunnescens ingår i släktet Hoplia och familjen Melolonthidae. Inga underarter finns listade i Catalogue of Life.